# دانيال جي. مارش
دانيال جي. مارش (بالإنجليزية: Daniel G. Marsh)‏ هو سياسي أمريكي، ولد في 1937 في سايلم في الولايات المتحدة. انتخب عضو مجلس نواب واشنطن.